# Castell de Verrès
El castell de Verrès és un dels monuments medievals més famosos de la Vall d'Aosta, lloc de pas entre Itàlia i el nord-oest europeu. Va ser construït al segle xiv com a fortalesa militar d'Ibleto de Challant (c. 1330 - Verrès, c. 1409), il·lustre membre del llinatge dels Challant, que ostentà el càrrec de Capità General i Governador del Piemont entre 1379 i 1404, durant el regnat de tres comtes Amadeus de la Dinastia Savoia: Amadeu VI, Amadeu VII i Amadeu VIII.
És un dels primers exemples de castell monobloc, això és, constituït d'un únic edifici, a diferència dels castells més antics formats d'un conjunt de cossos de fàbrica encerclats per una muralla. Les obres duraren prop de vint anys i el 1390 eren enllestides. Al segle xvi, aprofitant l'orografia, s'hi afegí una cinta murada encerclant l'edificació per adaptar-la als nous usos militars. Presenta, a més d'aquesta muralla, mants elements que en mostren el caràcter defensiu: portes fortificades, portelles a diferents plantes, galeria exterior en voladís…

## Situació
La Regió Autònoma de la Vall d'Aosta és un dels eixos de comunicacions entre la planura padana —el nord d'Itàlia— i França i Suïssa, utilitzat d'antuvi: ja els romans hi construïren una calçada. Per aquesta raó, els dirigents havien de menester un abundant nombre de fortaleses a controlar i aprofitar la vall. El país està encaixat en els Alps, i hi destaquen tres sistemes: el massís del Mont Blanc (4.807 m) al nord-oest; el massís dels Grand Combin (4.314 m), Cerví (4.480 m), Liskamm (4.527 m) i Mont Rosa (4.633 m) al nord-nord-est, i el massís del Gran Paradiso (4.061 m) al sud-oest. La vall d'Aosta està recorreguda de nord-oest a sud-est pel riu Dora Baltea, un afluent del Po.
La fortalesa s'alça dins la vall a la confluència amb la Vall d'Ayas, sobre un promontori rocós que domina la població de Verrès i controla l'entrada a aquesta última vall i el pas cap a Aosta —capital del territori— a la capçalera de la vall del Dora Baltea. Externament, apareix com un auster cub de trenta metres de costat, pràcticament privat de qualsevol element decoratiu.
És al mig de les envistes dels castells d'Issogne —situat uns 2 km al sud, a la riba oposada de la Dora Baltea— i de Villa —1,5 km al nord, a la població de Challand-Saint-Victor dins la Vall d'Ayas— d'acord amb el precepte d'establir contacte visual entre diferents edificacions defensives a fi de poder comunicar.

## Història

### Orígens
El primer document sobre un castell a Verrès, propietat de la família De Verretio, data del 1287. Aleshores el control de la zona era en mans del senyor d'Aosta i alguns llinatges nobles —De Turrilia, De Arnado i De Verretio— tots feudataris del comte de Savoia. Els De Verretio, en particular, van tenir al llarg dels anys aspres disputes amb el clergat, que culminaren amb l'assalt al casal vescomtal d'Issogne el 1333.

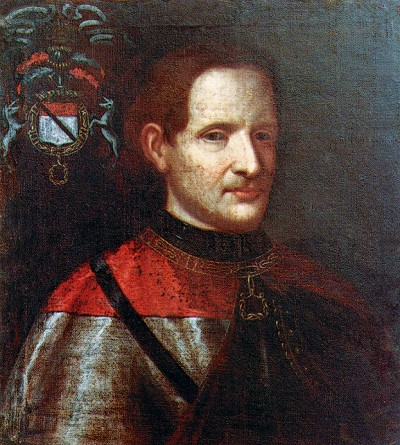
Retrat d'Ibleto de Challant

Cap a mitjan segle xiv el llinatge De Verretio, sense hereus, s'extingí. Per aquesta raó, llurs terres van tornar al comte Amadeu IV de Savoia, el qual el 1372 les concedí oficialment —de facto ho havia fet uns anys abans— a Ibleto de Challant, també anomenat Ebalo, qui ostentà diversos càrrecs al seu servei. Ibleto reconstruí integralment el castell, edificant una compacta fortalesa militar pràcticament inexpugnable i diferent de totes les fortaleses coetànies del país valldostà, que consistien en un conjunt d'edificis envoltats d'una o més muralles.
Una inscripció en llatí sobre l'arquitrau de la primera porta que es troba pujant des de la planta baixa, recorda com els treballs d'Ibleto van acabar el 1390:
| « | (llatí) MCCCLXXXX Magnific(us) D(omi)nus Eball(us) D(omi)nus Challandi Montioveti, etc. edificare fecit hoc castrum viventibus egregiis viris Francisco de Challand D(omi)nus de Bossonens et Castellionis et Joh(ann)e de Challand D(omi)no de Cossona ei(us) filiis. | (català) El 1390 el magnífic senyor Ebalo, senyor de Challant, Montjovet, etc., va fer construir aquest castell quan eren en vida els egregis senyors Francesco de Challant, senyor de Bossonenss i Châtel, i Giovanni de Challant, senyor de Coissonay, els seus fills. | » |

### Seglexv
A la mort d'Ibleto el 1409 el castell i les seves altres propietats passaren al fill Francesco que, el 15 d'agost de 1424, va rebre dels ducs de Savoia el títol de primer comte de Challant. Verrès va ser un dels seus feus més importants, però Francesco mai efectuà modificacions substancials en l'aspecte del casal.
Francesco mor el 1442 sense hereus mascles i deixà els seus béns a les filles Margherita i Caterina. Caterina era una dona amb caràcter fort i decidida a mantenir els béns i privilegis rebuts dels avis; va comprar la part d'hereditat de Margherita i la va instal·lar al casal de Verrès, relegant-la dels afers patrimonials. Aviat, el senyoriu de Verrès fou objecte d'una disputa hereditària entre Caterina, que brandant el testament del pare el reivindicava per a ella, i alguns cosins mascles, entre els quals Giacomo de Challant Aymavilles, que reivindicaven l'hereditat en virtut de la Llei Sàlica, que no permetia la transmissió de l'herència als membres femenins de la nissaga.
El castell va esdevenir un dels bastions de Caterina i el seu marit, Pietro Sarriod d'Introd, durant llur lluita contra Giacomo; hàbil, Caterina, atorgà privilegis als seus súbdits. Segons la tradició, la jornada de la Santíssima Trinitat del 1449 Caterina i Pietro sortiren de la fortalesa i van baixar a la plaça de la vila on ballaren amb el jovent del burg. Aquest episodi enfortí notablement el posicionament de la població en favor de Caterina —en l'actualitat el fet es rememora anualment durant les festes del carnaval històric de Verrès.
El 1456, mort el marit en una emboscada, Caterina va haver de rendir-se i els seus béns, entre els quals el casal de Verrès, van passar al cosí Giacomo de Challant Aymavilles, que va esdevenir segon comte de Challant.

### La fortalesa cinccentista

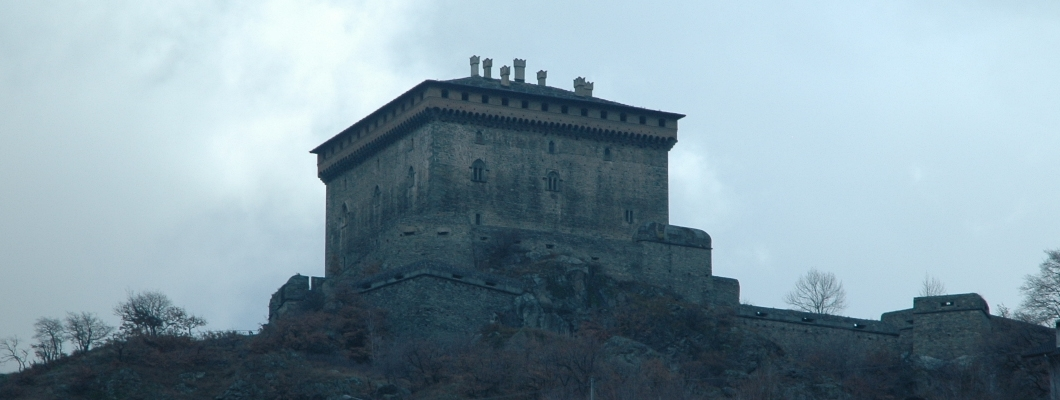
Castell i muralla externa des del nord-oest

El castell va continuar en mans dels descendents de Giacomo, passant primer al seu fill Luigi, després al seu net Filiberto i llavors al fill d'aquest, Renato di Challant, el qual, però, residia al veí castell d'Issogne, més còmode.
Des del temps de la construcció per Ibleto, prop de cent cinquanta anys abans, el casal no havia sofert modificacions ni s'hi havien fet treballs de manteniment. El 1536 Renato, amb l'ajut del capità espanyol Pedro del Valle, reconegut arquitecte militar, va engrandir la fortalesa i adaptar-la a l'artilleria de l'època. Feu construir a la base de l'edifici cúbic una cinta murada aprofitant l'orografia, reforçada de contraforts, torres de flanqueig poligonals i troneres aptes per a l'ús de canons, i la va fornir amb peces d'artilleria provinents del seu feu de Valangin, a Suïssa occidental. A Renato es deu també l'actual porta d'accés a la fortezza —accessible mitjançant pont llevadís—, noves finestres creuades cinccentistes i noves portes amb arcs ultrapassats.
Aquestes actuacions es recorden en una placa de pedra, damunt de la porta d'accés, flanquejada per la dreta amb l'escut de Renato de Challant i, de l'altra banda, amb el de la seva segona dona, Mencia de Bragança. El text a la placa diu:

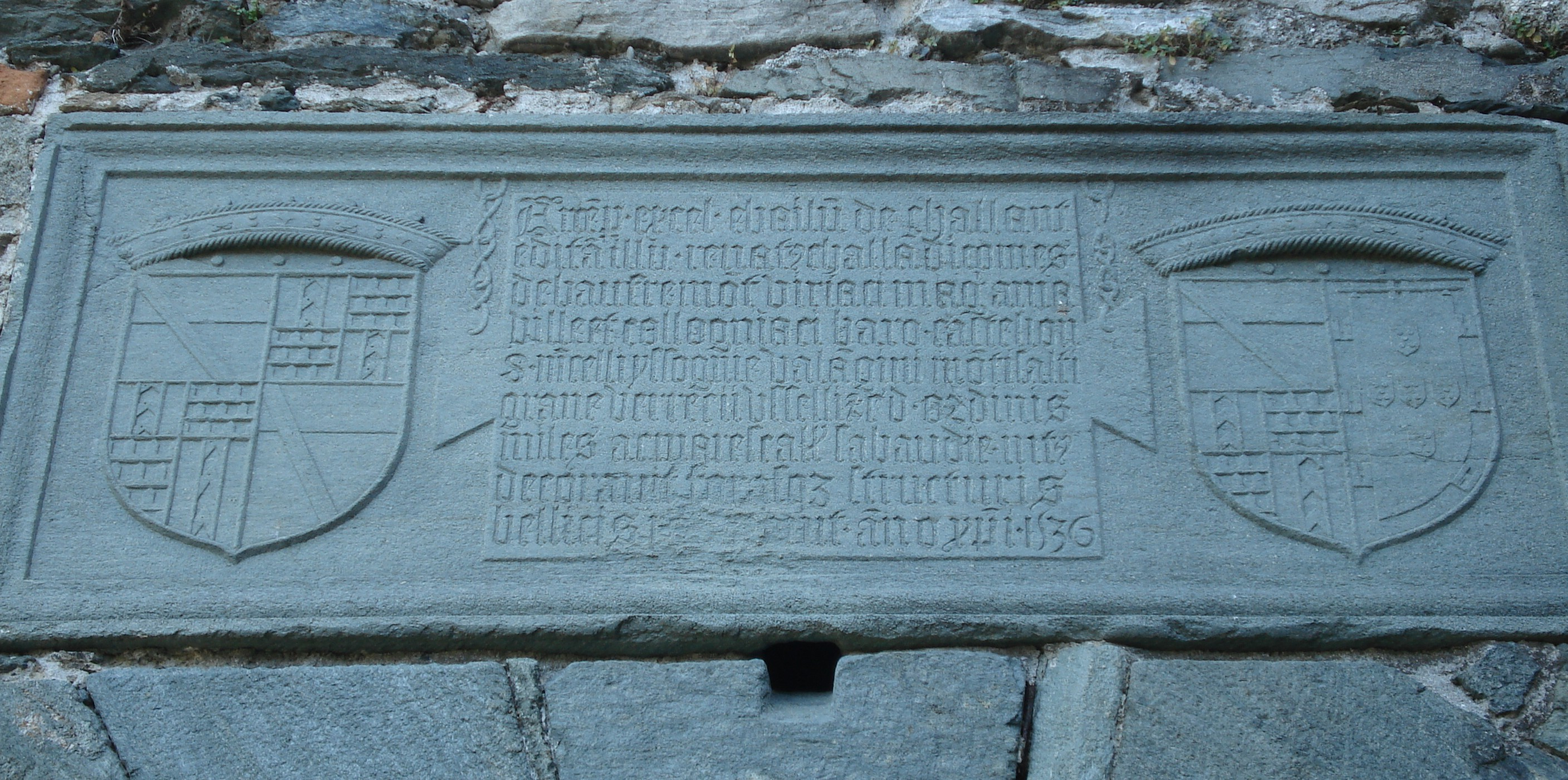
Placa a la porta d'accés

| « | (llatí) Arcem per excellentissimum ebailum de challant editam illustris renatus challandi comes de baufremont viriaci magni ama ville et collogniaci baro. castellionis S. marcelli yssognie valangini montisalti grane verrecii usselli etc. dominus ordinis miles ac marescallus sabaudie. intus decoravit forasque structuris bellicis (muniu)it. anno Xpi. 1536 | (català) L'il·lustre comte de Challant, Renato, baró de Beaufremont, de Virieu-le-Grand, d'Aymavilles i de Coligni, senyor de Châtillon, de Saint Marcel, d'Issogne, de Valangin, de Montalto Dora, de Graines, de Verrès, d'Ussel, etc., cavaller de l'Ordine della Annuziata i mariscal de Savoia, abellí aquesta fortalesa edificada per Ibleto de Challant i en forní l'exterior amb afegits ofensius. En l'any de Crist de 1536 | » |

### Declivi
A la mort de Renato de Challant sense hereus mascles, el 1565, els seus béns passaren al gendre Giovanni Federico Madruzzo, marit de la filla Isabella, però aquests s'hagueren d'embrancar en una llarga contesa legal amb altres parents del casal Challant, que reivindicaven la improcedència de l'herència del patrimoni, del pare a la filla, a causa de la Llei Sàlica.
Els Savoia van prendre tot seguit el control directe del senyoriu de Verrès, i el van adaptar com a guaita i presó militar però, el 1661, el duc savoià Carlo Emanuele II va fer desmantellar l'armament del castell per transferir-lo, igual que el del castell de Montjovet —uns 5 km més al nord dins la vall d'Aosta—, al fort de Bard —vuit quilòmetres aigües avall, situat en una millor posició estratègica per al control de la vall— i el casal de Verrès va ser abandonat.
El 1696 finiren les disputes legals entre els hereus d'Isabella de Challant i altres membres de la família Challant. El senyoriu romangué propietat d'aquests darrers fins a l'extinció de la nissaga ja al segle xix, però mai no va tornar a ser habitat. La robusta cinta murada externa resistí, però els sostres de fusta del casales van esfondrar, deixant els nivells superiors de l'edifici exposats a la intempèrie i, amb la consegüent degradació que patí l'estructura, l'edificació es va anar enrunant.

### La recuperació vuitcentista

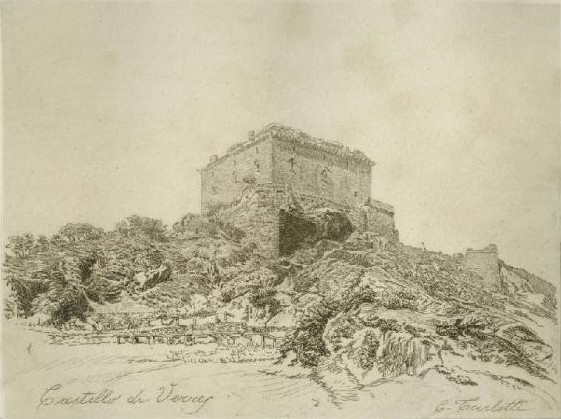
Gravat de Celestino Turletti (1845-1904).

El 1884, en ocasió de l'Esposizione Generale Italiana Artistica e Industriale, Alfredo d'Andrade utilitzà el casal com a model per a edificar la Rocca del Borgo Medievale de Torí —recreació d'un complex fortificat. D'Andrade, portuguès de naixement i italià d'adopció, arquitecte, arqueòleg i pintor, es dedicà a ensenyar decoració i a reparar edificacions històriques del nord-oest italià, feina que l'hi va donar un bon coneixement del patrimoni arquitectònic del territori.
Després d'una sèrie de transmissions la propietat havia acabat en mans de la comtessa Paolina Crotti de Castigliole. Alfredo d'Andrade va reeixir que la comtessa cedís el casal de Verrès, que va ser, finalment, adquirit per l'Estat italià el 1894 mitjançant d'Andrade, aleshores superintendent dels monuments del Piemont i la Ligúria, que s'encarregà d'una primera fase de treballs de restauració el castell.
Les actuacions, iniciades per D'Andrade i a continuació prosseguides per Cesare Bertea fins al període d'entre guerres, s'ocuparen en particular de l'eliminació de les estructures que s'havien afegit als murs, la reconstrucció de l'emmerletat, de la part externa de les xemeneies, de portes i finestres, i una primera intervenció en el sostre.
- Abans
- Després

### Seglesxxixxi
Passada la II Guerra Mundial, ja declarat monument nacional, fou transferit a la Regió Autònoma de la Vall d'Aosta que, a principi dels anys noranta, va reconstruir les cobertes amb lloses de pedra. El 1994 s'emprengué una nova fase de restauració. El 2004 el castell tanca portes a les visites turístiques per a adequar i millorar les instal·lacions, destinats a optimitzar la difusió del monument. Es van refer els sistemes elèctrics, s'adequaren els serveis hidro-sanitaris i altres, en algunes sales s'instal·là terra radiant i s'efectuaren algunes intervencions arquitectòniques, entre les quals la restauració de l'escala monumental. El març del 2007 autoritats regionals van reobrir el castell oficialment.

## Descripció

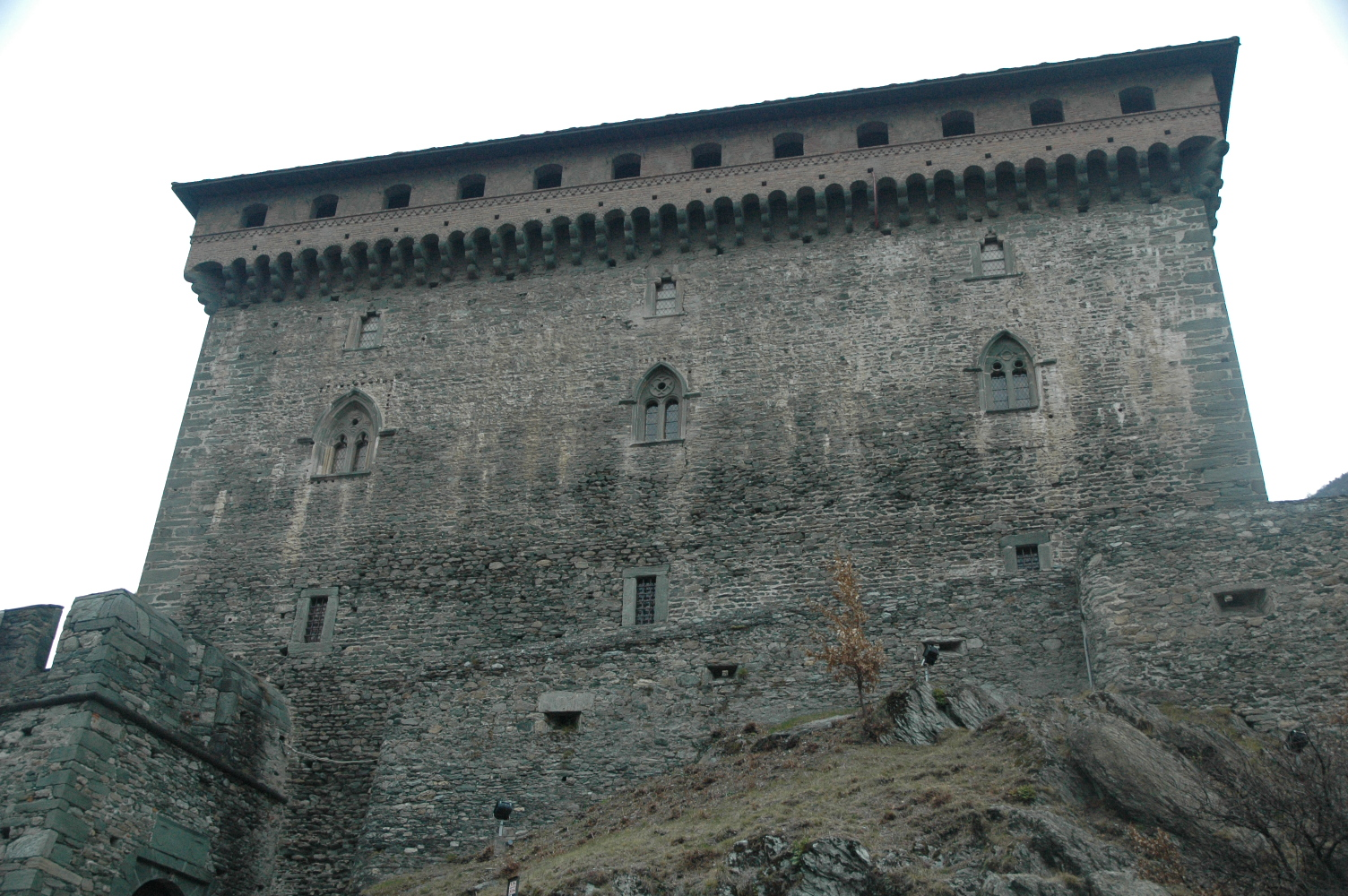
Façana a ponent i part de la muralla externa

La factura del casal devia reflectir la potència i el prestigi del seu propietari, el magnificus dominus Eballus dominus Challandi, que en la seva carrera professional ostentà prestigiosos càrrecs al servei dels tres comtes Amadeus. D'altra banda, el llinatge disposava del castell d'Issogne com a residència, que era un habitatge més confortable.
En el segle xviii l'historiador valldostà Jean Baptiste de Tillier, a Historique de la Vallée d'Aoste, descriu així el casal:
| « | (francès) Et l'on peut dire sans exagération que c'est un des plus solides et plus fameux batiments qu'un vassal ait pu faire construire dans le domaine d'un prince souverain où celluy-cy tient le rang d'un des plus renommés | (català) I pot dir-se sense exagerar que és una de les més sòlides i afamades fortaleses que un vassall hagi fet construir dins els dominis d'un príncep sobirà amb un dels rangs més afamats | » |

Construït com a fortalesa militar, el castell de Verrès sorgeix en un promontori rocós, a pic sobre el torrent Evançon, que domina la població de Verrès. A més de ser de difícil accés i fàcilment defensable, aquesta posició permetia controlar el poble, tot just davall, el tram central de la Vall d'Aosta i la via que s'endinsa en la Vall d'Ayas —vall lateral esquerra de la Dora Baltea—, a l'època important via de comunicacions.
Externament, el casal és un auster monobloc cúbic de 30 m de costat, amb una muralla a la base que envolta tot el cim del turó rocós. Els murs tenen 2,5 m de gruix i són sobremuntats d'una filada de mènsules, que sostenen un matacà tot al voltant; als murs s'hi obren bífores medievals i finestres creuades renaixentistes. El cos de l'edifici es desenvolupa al voltant d'un pati intern amb una notable escalinata. L'estructura interna del castell és tan simple, regular i essencial com l'exterior; tots els elements de la fortalesa semblen haver estat estudiats per facilitar-ne la defensa i els elements decoratius es resumeixen en elements petris funcionals —portals, finestres, llars de foc.

### L'ingrés

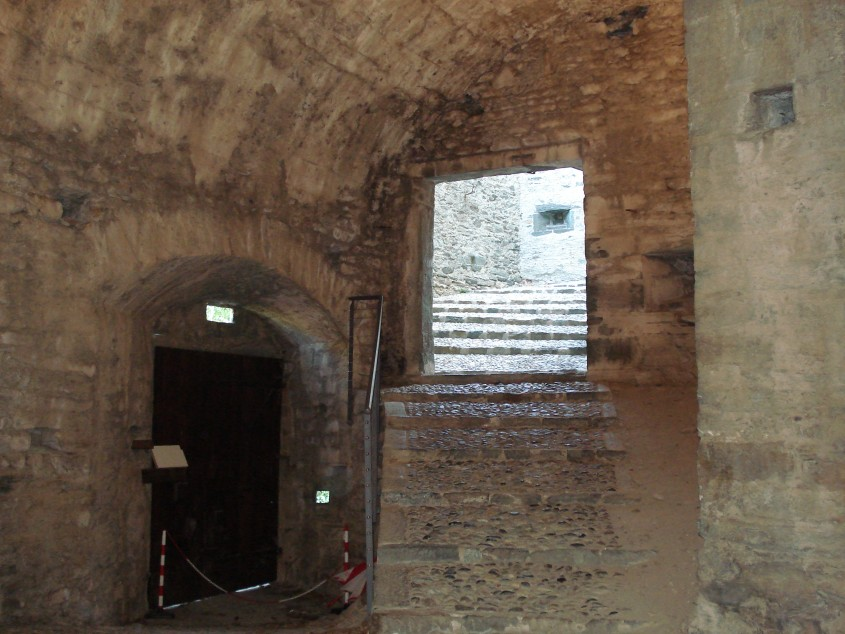
Primera porta fortificada

S'hi accedeix a peu per un camí mulater que puja arrapat a la muntanya fins a arribar a l'ingrés de la muralla, abans protegit per un pont llevadís. Aquesta porta va ser construïda, junt amb la cinta murada externa, per Renato de Challant en el segle xvi, com queda indicat en la inscripció sobre el portal. A qui ascendeix pel camí la fortalesa li queda sempre al seu cantó dret; és així en raó a una ulterior defensa de la fortalesa en un temps en què els soldats es protegien amb escuts que s'usaven portats amb la mà esquerra i, conseqüentment, els deixava el flanc dret exposat als defensors de la fortalesa.
Arribats a la porta fortificada, ultrapassat el portal es troba un vestíbul en pujada corbada per fer dificultosa l'entrada violenta i destorbar l'ús d'un ariet. Aquí s'obre la portalada que condueix al pati, situat entre la muralla i l'edifici, i als bastions, en un temps ocupats pels estables i cavallerisses —no accessibles als visitants.
Superat el vestíbul s'accedeix al cos de guàrdia, sota el qual es trobava la presó, adaptat avui dia com a recepció per a la visita al casal. Enfront hi ha el veritable i propi ingrés al castell tancat per una porta de fusta, reconstrucció de l'original, reforçada amb claus de ferro i muntada per un doble arc de mig punt i apuntat.

### La planta baixa

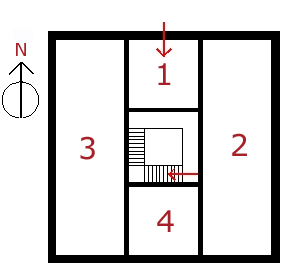
Probable distribució de la planta baixa:
1. Vestíbul
2. Magatzem, armeria
3. Allotjament, menjador
4. Cuina

En entrar a l'edifici es troba un rebedor quadrat cobert per una volta apuntada, darrer element defensiu de l'edificació. Diverses espitlleres i una trapa al sostre protegeixen aquest àmbit: des d'elles podria rebutjar-se els assaltants que haguessin pogut accedir-hi. Però, per entrar vertaderament en el cos central del castell es necessita, encara, travessar un doble portal sobremuntat per un arc de mig punt pel cantó que dona al vestíbul i d'un arc d'apuntat cap al pati interior; en un temps el portal era protegit per un rastell que s'escorria entre tots dos arcs.
El pati intern del castell és un simple espai quadrat des del qual s'accedeix a dos grans salons, ubicats als costats de llevant i ponent del casal respectivament; també s'hi ubica una escala sostinguda per arcs rampants que puja, arrambada a les parets de migjorn i ponent, a les plantes superiors. L'obertura de la part superior del pati, li proporciona il·luminació i entrada per a l'aigua de pluja. El paviment del pati és inclinat de manera que envia l'aigua pluvial cap al seu centre on es troba el brocal de la gran cisterna situada al seu dessota, que l'emmagatzema per al seu ús, indispensable en cas de setge.
La divisió interior de l'edificació a la planta baixa es compon, a més del vestíbul d'ingrés i del pati, d'altres cambres que envolten aquest últim. La totalitat del costat oriental l'ocupa una gran cambra rectangular coberta per una volta de canó; és l'única estança del senyoriu no escalfada i, probablement, servia com a magatzem i armeria. En l'actualitat s'utilitza com a sala de ball durant la celebració del carnaval històric.
Del cantó oposat es troba el gran saló occidental accessible per un portal cobert; portal i saló són coberts per voltes apuntades. Aquest saló, probablement adaptat com allotjament i menjador del personal de servei i els soldats, s'escalfava amb una llar monumental i es comunicava a través d'una finestreta amb la cuina situada al cantó meridional i, a través d'una escala avui desapareguda, amb la cuina situada al cantó nord-occidental de la primera planta. Aquesta cambra, com les situades als pisos del seu damunt, està proveïda d'una portella que s'obre a l'exterior del mur septentrional del castell, tal vegada utilitzades per l'accés del personal de servei i també com sortides de seguretat. En aquest gran saló de ponent s'obre una de les espitlleres que donen al vestíbul d'ingrés. En algun punt del sol de la cambra emergeix la roca mare; de fet, el casal es fonamenta a la mateixa roca.

### La primera planta
Aquesta planta era reservada als senyors del casal i s'hi accedeix per l'escalinata que mena del pati. Per la banda exterior rep la llum d'una sèrie de finestres gòtiques geminades, disposades aleatòriament als quatre murs. Aquestes finestres presenten un patró uniforme: marc exterior amb arc apuntat que carrega sobre impostes i obertura dividida per columneta que sosté, amb els corresponents brancals, dos arcs de mig punt; en l'espai comprés entre aquests arcs i el de tancament superior moltes finestres presenten baixos relleus geomètrics o obertures; alguna llueix bells calats.

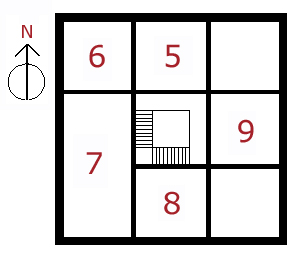
Probable distribució de la primera planta:
5. Cambra de la trapa
6. Cuina
7. Menjador nobiliari
8. Cuina nobiliària
9 i adjacents. Estances nobiliàries

Per l'interior, a l'arquitrau de la primera porta que es troba pujant l'escala des del pati, hi ha la inscripció esmentada més amunt que recorda Ebalo de Challant com a constructor del castell el 1390. La porta tramet a una cambra, habilitada a l'època com a cos de guàrdia, que es troba just damunt del vestíbul d'ingrés a l'edifici; el seu paviment té l'obertura de la trapa que dona al rebedor, des de la qual es podia llançar quelcom sobre l'enemic que pretengués rebentar la porta d'accés al pati interior. Rep la llum d'una finestra que mira al nord, des de la qual es veu el castell de Villa a Challand-Saint-Victor, situat a 1,5 km sobre un turó que controla el pas per la vall d'Ayas.
D'aquesta estança s'accedeix a la segona cuina de la guarnició, situada al cantó nord-oest de l'edificació, que anteriorment havia estat comunicada amb el saló de la planta baixa mitjançant l'escala avui desapareguda. Aquesta cambra està proveïda de la portella susdita. A l'estança hi ha un armari, encastat en el mur, amb una obertura cap a l'exterior a la part superior de la paret del fons; segurament utilitzat com a rebost, el forat ajudaria a conservar millor el menjar gràcies a la temperatura exterior, a l'obaga. També s'hi troba un foc a terra, a la paret que separa del menjador nobiliari, amb la doble missió de coure els aliments i d'escalfar el gran menjador.

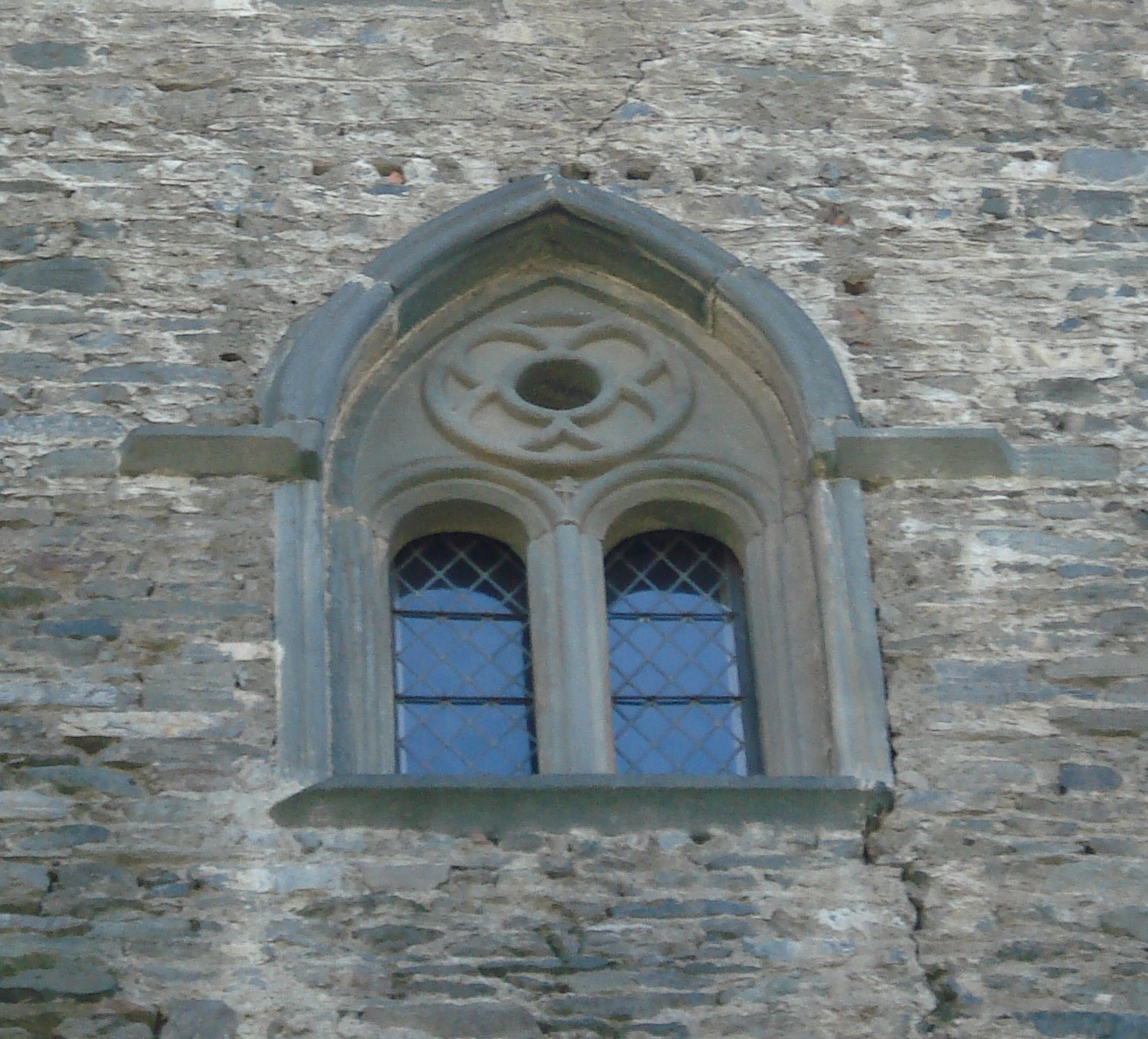
Finestra gòtica geminada

De la cuina s'accedeix al que fou menjador dels senyors, que ocupa la resta del cantó occidental de la planta, accessible també des de l'escalinata del pati. La sala s'il·lumina amb dues finestres, una bífora que dona a l'exterior i una quadrífora trescentista que dona al pati interior, i s'escalfava, a més amb l'escalfor despresa per la llar de la cuina, amb dos grans brasers ubicats als extrems. Es comunicava per una finestreta amb l'altra cuina a la mateixa planta, d'ús dels senyors.
La cuina dels senyors, situada al cantó sud de l'edificació, està dotada de tres grans llars, dels quals el situat del cantó de l'escalinata, de dimensions excepcionals, es destinava a rostir animals sencers. L'estança, que es cobreix amb voltes esfèriques, va ser construïda en temps de Renato di Challant; el sostre ostenta al centre un emblema amb les lletres R i M, inicials de la parella Renato i Mencia, i és l'únic que ha pervingut dels sostres originals del casal, a diferència dels altres que es van refer durant les intervencions del segle xix. El cantó oriental de la cuina està ocupat per alguns armaris i un gran rebost encastats al mur.
El cantó de llevant d'aquesta planta era ocupat per les estances de llit dels senyors, escalfades amb grans llars de pedra, cobertes amb sostres de fusta a cassetons i dotades de cinc latrines que abocaven a l'exterior, sobre les roques de sota.

### La segona planta
Aquest pis del casal —no accessible durant les visites guiades— reflecteix les divisions de la planta inferior. Probablement, fou utilitzada pels funcionaris i els hostes del castell.
Situada al damunt del menjador nobiliari es troba una sala probablement habilitada com a sala del consell. Els sostres de fusta i els focs a terra, d'aquesta cambra i les altres de la planta, s'han restaurat i reconstruït en els darrers decennis; els sostres s'havien malmès en col·lapsar la teulada de l'edifici. Les cambres del cantó de llevant disposaven de dues latrines encastades al mur, anàlogues a les esmentades de la primera planta. L'estança situada sobre la cuina de l'angle nord-oest presenta, com les sotaestants, una portella a l'exterior.

### Golfes i lladronera

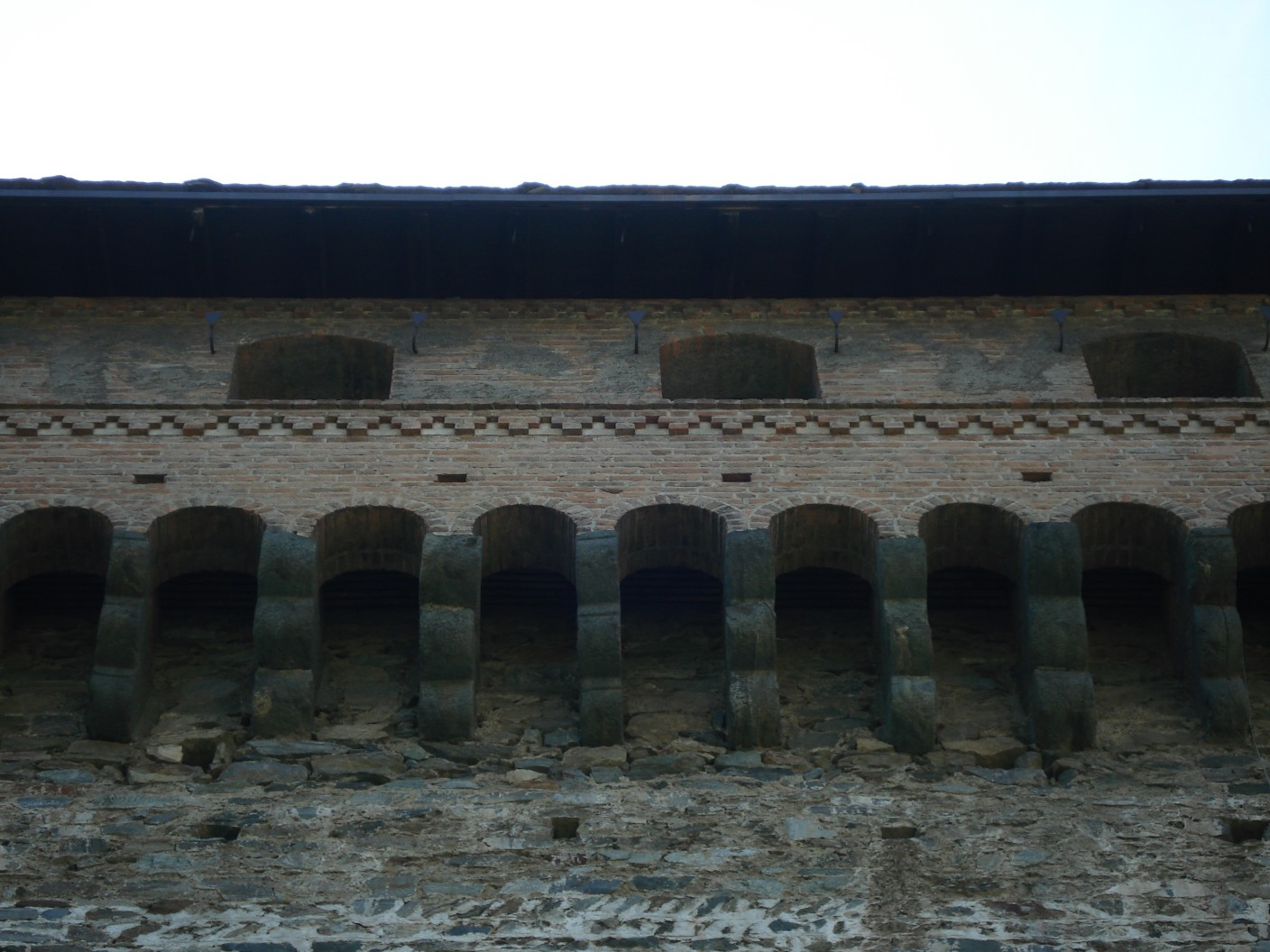
Galeria en voladís

Una escala de fusta, de nova factura, lliga el segon pis amb les golfes —tampoc visitables. Les divisions d'aquesta planta es corresponen a les de les inferiors i, probablement, s'usava com allotjament dels soldats i el personal de servei del casal, a més que com magatzem on guardar provisions i béns.
Des de les golfes és possible accedir a l'exterior on una galeria en voladís corre pels quatre cantons del casal; fa el servei de matacà i camí de ronda, amb una llargària de 120 m és sostinguda per trenta-vuit mènsules per banda, nombroses finestres i desguassos s'obren a cada cantó. Des d'aquest element defensiu era possible fer més dificultós un assalt al castell i, alhora, oferia als guaites millors condicions de treball.
Cap a l'interior hi ha una galeria de fusta que dona al pati, la cobertura del qual tenia la funció de recollida d'aigües pluvials, que s'emmagatzemaven en la cisterna situada al centre del pati interior. El sostre de lloses del castell va ser completament reconstruït els anys vuitanta del segle xx.

## El castell avui en dia

### Carnaval històric
Anualment, a partir de 1949, durant les celebracions del carnaval històric en el castell es rememora l'episodi durant el qual, el 31 de maig de 1449, Caterina di Challant i el seu marit Pietro d'Introd descendiren a la plaça del poble per ballar amb els vilatans, amb la intenció de guanyar-los per a la seva causa en ocasió d'unes disputes testamentàries que mantenia Caterina amb alguns membres del llinatge. Durant els quatre dies, el castell acull sopars, balls de màscares i representacions de l'òpera Una partita a scacchi, de Giuseppe Giacosa, celebrats a la gran estança del cantó de llevant de la planta baixa.

### Visita

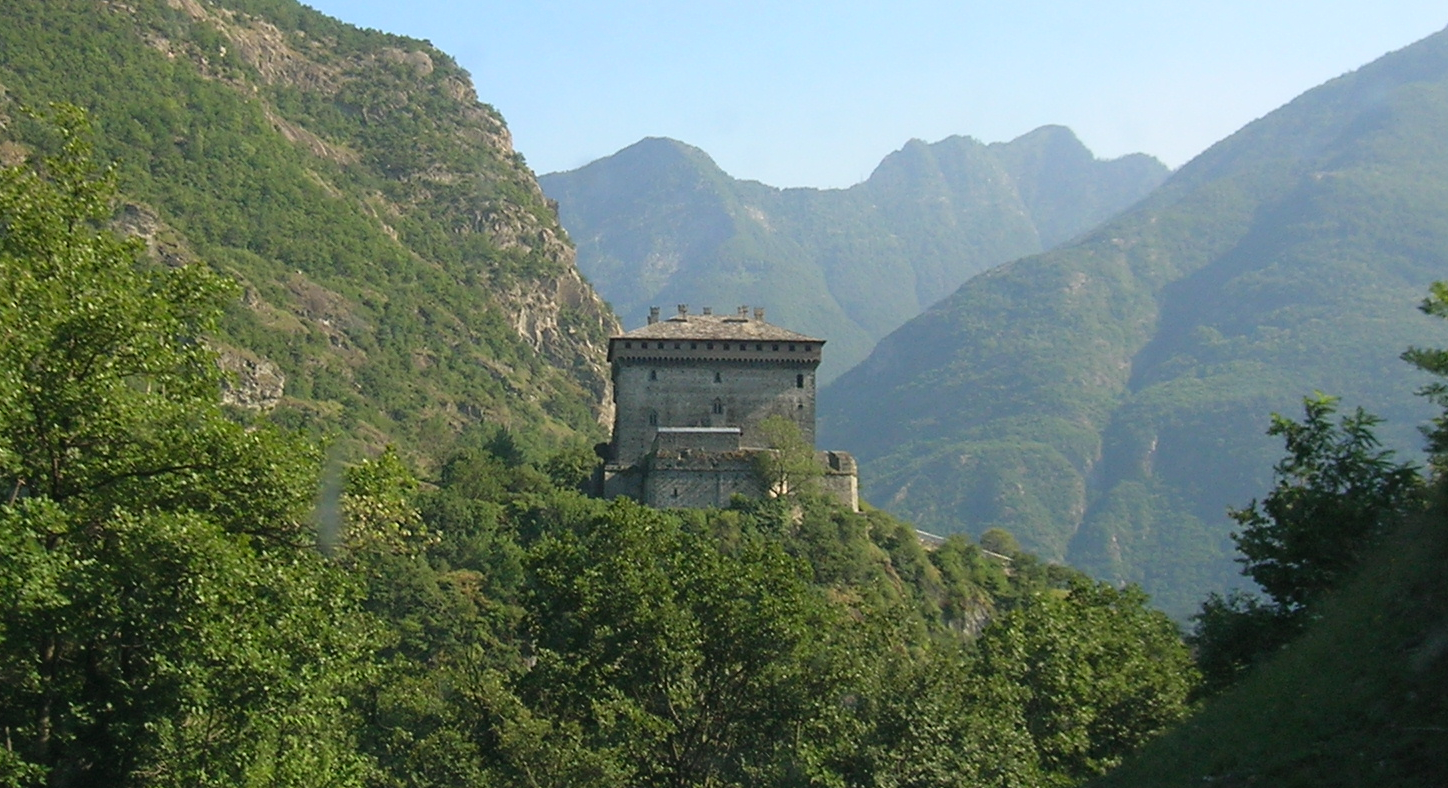
Façana nord

El castell de Verrès és un dels monuments més admirats de la Vall d'Aosta, amb una mitjana de vint mil visitants l'any durant el període 2007-2009. S'ubica sobre un turó a llevant del poble. La pujada (prop de 100 m de desnivell) a peu des de la vila (uns 20 minuts) comença per un tram asfaltat i continua per un camí mulater; també es pot prendre un camí des del mateix poble que tira pel dret (més fatigós i més ràpid). Pot pujar-s'hi amb vehicle (no autocars), per una carretera a migjorn del poble, fins a un aparcament situat a uns 200 m del castell per camí de còdols graonat.

### Altres castells a la vall
A data 2011, dins la vall, a més del de Verrès es pot visitar l'interior del castell de Fénis i els d'Issogne, d'Ussel (Chatillon), de Sarriod de la Tour (Saint-Pierre), de Sarre i el de Savoia (Gressoney).